# Blaž Janc
Blaž Janc (Brežice, 20 de noviembre de 1996) es un jugador de balonmano esloveno que juega como extremo derecho en el FC Barcelona y en la selección de balonmano de Eslovenia. Su primer gran campeonato con la selección fueron los Juegos Olímpicos de Río de Janeiro de 2016.
Con la selección ganó la medalla de bronce en el Campeonato Mundial de Balonmano Masculino de 2017.
Formando parte del RK Celje fue seguido por los mejores clubes de Europa debido a su juventud y calidad.

## Palmarés

### Selección nacional
| Campeonato Mundial | Campeonato Mundial | Campeonato Mundial | Campeonato Mundial |
| Año                | Lugar              | Medalla            |                    |
| ------------------ | ------------------ | ------------------ | ------------------ |
| 2017               | Francia            | Medalla de bronce  |                    |

### Celje
- Liga de balonmano de Eslovenia (4): 2014, 2015, 2016, 2017
- Copa de Eslovenia de balonmano (5): 2013, 2014, 2015, 2016, 2017

### Kielce
- Liga de Polonia de balonmano (3): 2018, 2019, 2020
- Copa de Polonia de balonmano (2): 2018, 2019

### Barcelona
- Supercopa de España de Balonmano (2): 2021, 2022
- Liga Asobal (4): 2021, 2022, 2023, 2024
- Copa Asobal (4): 2021, 2022, 2023, 2024
- Copa del Rey (4): 2021, 2022, 2023, 2024
- Liga de Campeones de la EHF (3): 2021, 2022, 2024
- Supercopa Ibérica (3): 2022, 2023, 2024

### Consideraciones individuales
- Mejor extremo derecho del torneo masculino de balonmano de los Juegos Olímpicos de París 2024[7]

## Clubes
- RK Celje (2012-2017)
- Vive Tauron Kielce (2017-2020)[8]
- FC Barcelona (2020- )[9]